# Béla Balassa
Béla Balassa (* 6. April 1928 in Budapest; † 10. Mai 1991) war ein ungarisch-amerikanischer Wirtschaftswissenschaftler. Er war Hochschullehrer an der Johns Hopkins University und formulierte gemeinsam mit Paul A. Samuelson den Balassa-Samuelson-Effekt. Er ist auch bekannt für seine Veröffentlichungen zum Revealed Comparative Advantage.

## Leben
Balassa begann 1948 sein Studium der Wirtschaftswissenschaften an der Magyar Kereskedelmi Akadémia in Budapest, bevor er 1951 zur Universität Budapest wechselte. Den Abschluss Master (MA) in diesem Fach erlangte er 1958 schließlich an der Yale University in New Haven, wo ihm schon im folgenden Jahr der Doktorgrad Ph. D. verliehen wurde.  Nach einer Anstellung als Assistenzprofessor von 1962 bis 1967 am selben Ort wurde er zum Hochschullehrer für Wirtschaftspolitik berufen. Von 1970 bis 1971 war er zudem Herausgeber des Review of Economics and Statistics und Vorsitzender der Association of Comparative Economics, wozu er 1979 bis 1980 erneut bestimmt wurde. Im selben Jahr wurde er zudem Laureat des Institut de France. Seine Kenntnisse auf dem Gebiet der Wirtschaftswissenschaften brachte Balassa zudem seit 1966 als Berater der Weltbank ein.

## Ehrungen
- 1982: Bernhard-Harms-Preis des Instituts für Weltwirtschaft Kiel[1]